# Yvon Marcoux
Pour les articles homonymes, voir Marcoux.
Yvon Marcoux, né le 26 mars 1941 à Saint-Lambert (Lévis), est un homme politique québécois et député libéral de la circonscription de Vaudreuil. Il est ministre de la Justice de 2005 à 2007 et ministre des Transports de 2003 à 2005 dans le gouvernement Charest.

## Biographie
Fils de Henri Marcoux (cultivateur) et Irène Simard, Yvon Marcoux est né le 26 mars 1941 à Saint-Lambert (Lévis) au Québec. Il est aussi le neveu du doyen de la Faculté de philosophie de l'Université Laval Emile Simard décédé en 1969. Il effectua d'abord ses études au collège de Lévis de 1952 à 1960. Il obtient un baccalauréat en arts et une licence de droit respectivement en 1960 et 1963 à l'Université Laval. Par la suite il fut admis au barreau du Québec en 1964 pour ensuite faire une maîtrise en droit à l'Université de Toronto qu'il obtenu en 1965. Au cours de cette année, il reçut un Diplôme d'études supérieures en droit de l'Université Laval. Il commence à enseigner à l'Université Laval à l'automne 1965 à la faculte de droit et à la faculté des sciences de l'administration aux côtés notamment de Marcel Bélanger, Yvon Fortin, Pierre Levasseur.
En 1967, il collabore au Code scolaire annoté de Jacques Dupont.
Yvon Marcoux a toujours été appelé à assumer des responsabilités de direction. Il a été professeur à la faculté de droit de l’Université Laval, conseiller juridique au ministère des Finances en 1970, greffier et secrétaire adjoint au Conseil du trésor, sous-ministre adjoint au ministère des Affaires municipales, vice-président et secrétaire de la Banque nationale du Canada, premier vice-président administration à la Banque Laurentienne, Président et chef de la direction de la Trust La Laurentienne, Président du conseil et chef de la direction de la Société générale de financement, premier vice-président et vice-président exécutif de Provigo et vice-président exécutif et directeur général de l'Association des hôpitaux du Québec, tout cela de 1966 à 1998 où il se lança en politique. 
Monsieur Marcoux fut conseiller spécial en législation au bureau du Président du Conseil privé à Ottawa à partir de janvier 1970.

### Vie politique
Il est élu député de la circonscription de Vaudreuil, précédemment représentée par Daniel Johnson (fils), lors de l'élection générale de 1998 sous la bannière du Parti libéral du Québec. Se retrouvant donc dans l'opposition, Yvon Marcoux dû assumer les tâches successive de porte-parole de l'opposition officielle en ce qui a trait au Conseil du trésor et en matière de relations internationales et finalement en matière d'éducation.
Lors de l'élection de 2003, son parti a été porté au pouvoir et il a été nommé ministre des Transports. En 2005 lors d'un remaniement ministériel, il a été nommé ministre de la Justice et procureur général.

### Vie après la politique
En 2016 et en 2017, il est professeur associé à l'École nationale d'administration publique.
Il a été membre de plusieurs conseils d'administration dont le Réseau Emploi Entrepreneurship en 2014 et en 2015, le Centre de la francophonie des Amériques de 2015 à 2019 et Hydro-Québec de 2015 à 2021. Il a également été Vice-président du conseil d'administration de la Fondation de la Société de soins palliatifs à domicile du Grand Montréal de 2014 à 2019. Il est membre de la Fondation Jeanne Crevier depuis 2019.
Yvon Marcoux est marié à Odette Marcoux depuis le 5 septembre 1964 et père de quatre enfants. Il est aussi grand-père de cinq petites-filles et d’un petit-fils.

## Distinctions et prix
Il est récipiendaire de la distinction d'Avocat émérite (Ad. E.) en 2016.